# Wesley Wakker
Wesley Wakker (Emmen, 18 januari 1990) is een voormalig professioneel Nederlands voetballer die uitkwam voor FC Emmen.
Wakker debuteerde op 23 maart 2008 tijdens de wedstrijd tussen FC Eindhoven en FC Emmen en speelde in de aanval. Zijn eerste goal in het betaalde voetbal maakte hij op 11 september 2009 tijdens de wedstrijd tegen FC Omniworld. Na het seizoen 2009-2010 maakte Wakker de overstap naar de amateurs.

## Clubstatistieken
| Seizoen   | Club     | Duels | Goals | Competitie     | Land      |
| --------- | -------- | ----- | ----- | -------------- | --------- |
| 2007/2008 | FC Emmen | 1     | 0     | Eerste divisie | Nederland |
| 2008/2009 | FC Emmen | 2     | 0     | Eerste divisie | Nederland |
| 2009/2010 | FC Emmen | 8     | 1     | Eerste divisie | Nederland |
| Totaal    | Totaal   | 11    | 1     |                |           |